# Pellaea andromedifolia
Pellaea andromedifolia är en kantbräkenväxtart som först beskrevs av Georg Friedrich Kaulfuss, och fick sitt nu gällande namn av Fée. Pellaea andromedifolia ingår i släktet Pellaea och familjen Pteridaceae. Inga underarter finns listade.

## Bildgalleri

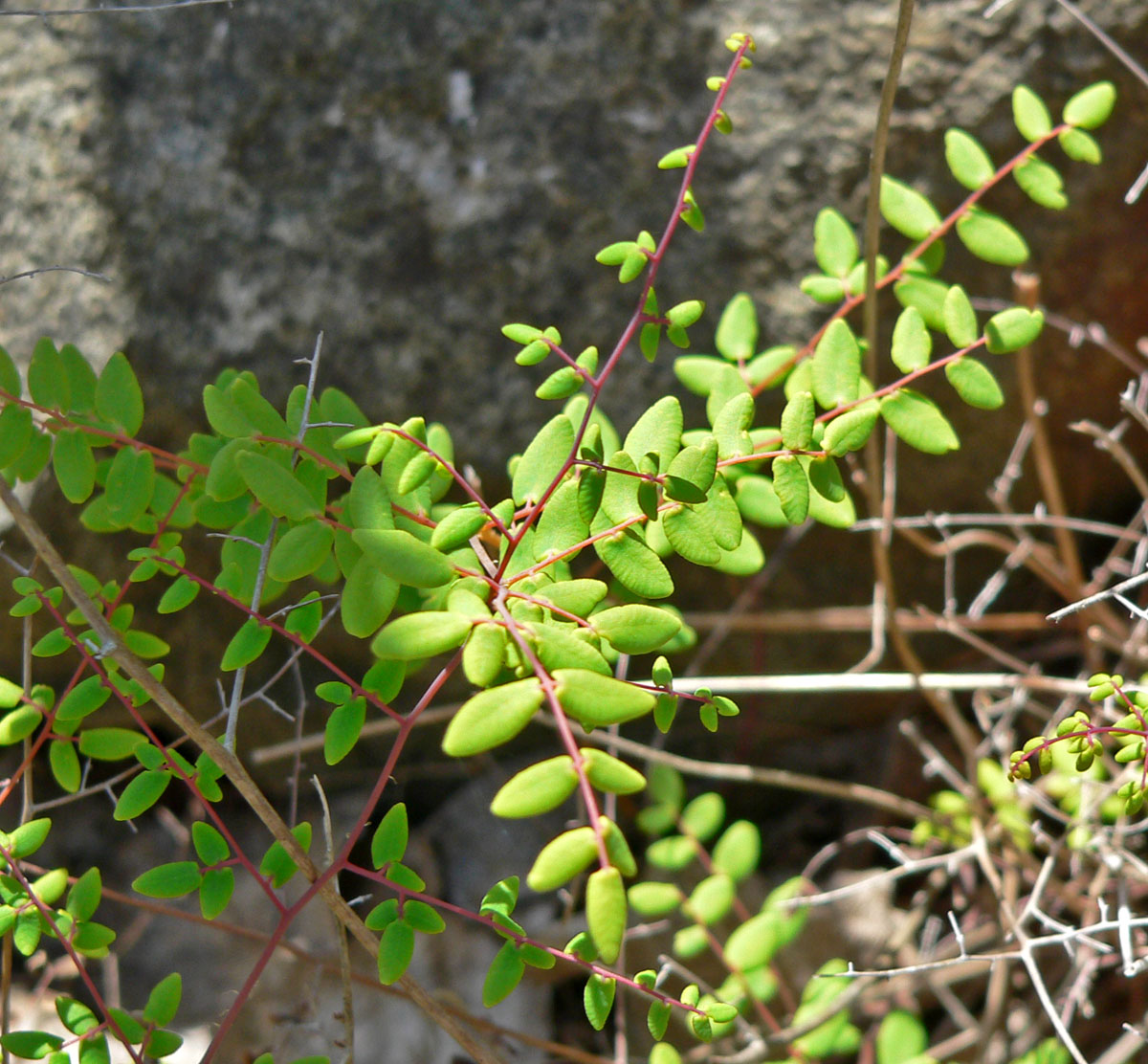
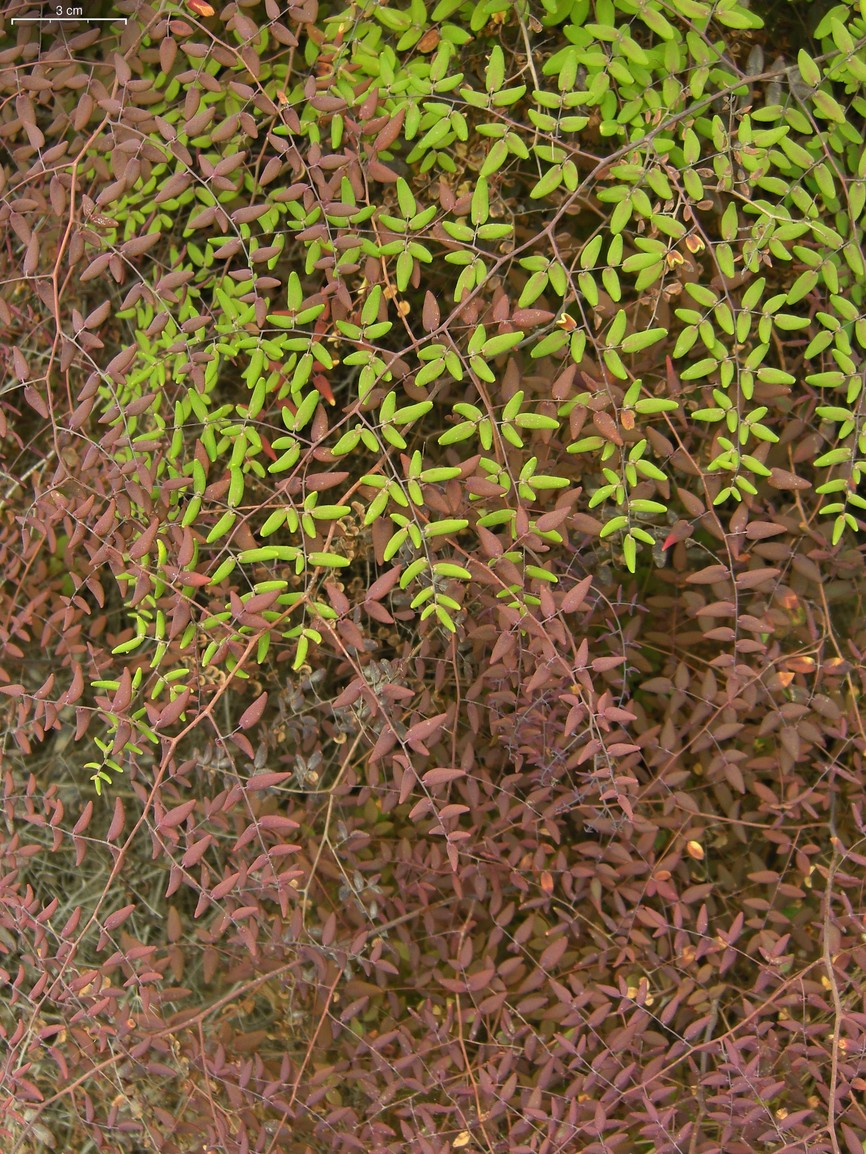
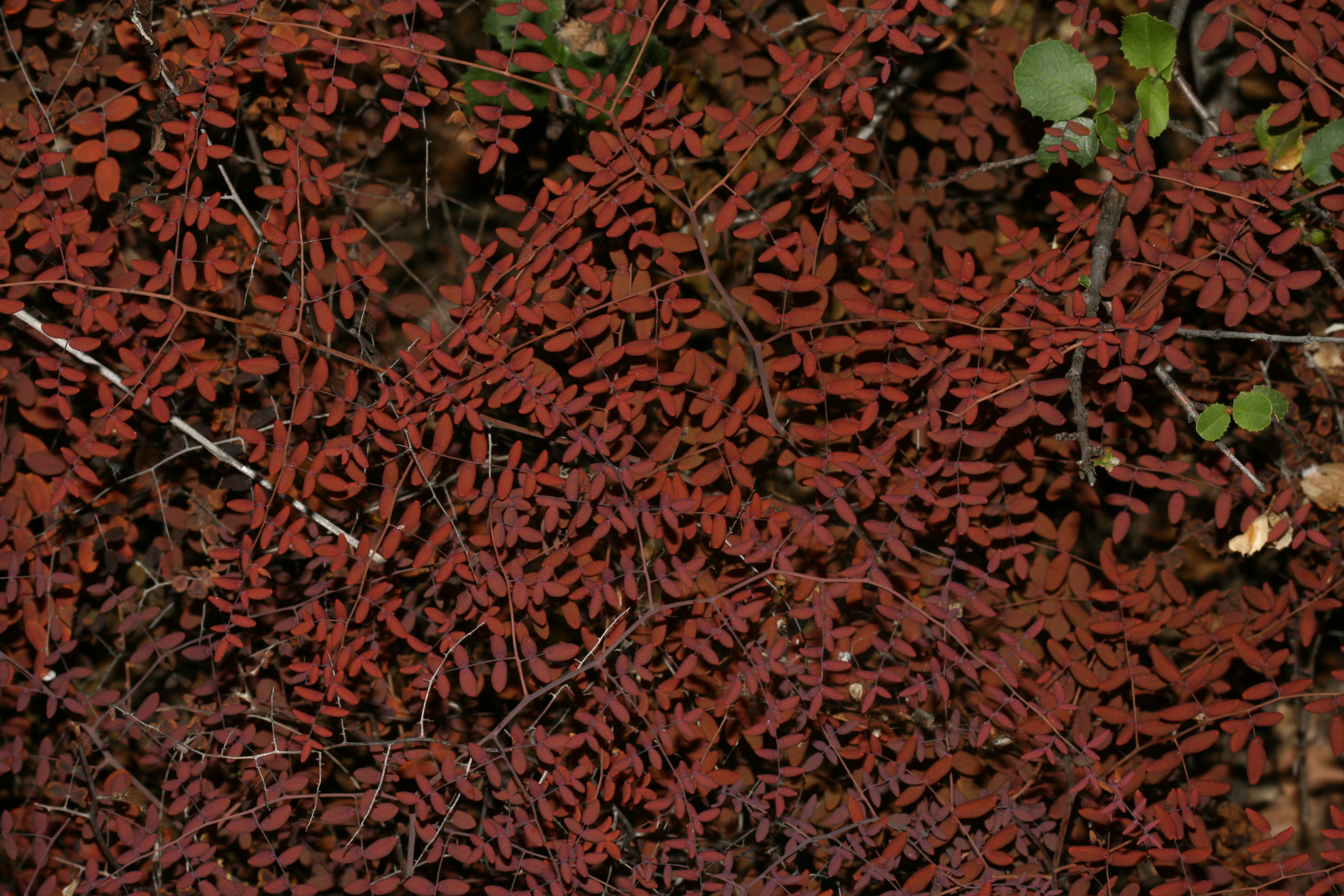